# جون ريكس (أستاذ جامعي)
جون ريكس (بالإنجليزية: John Rex)‏ هو عالم اجتماع جنوب أفريقي، ولد في 5 مارس 1925 في بورت إليزابيث في جنوب أفريقيا، وتوفي في 18 ديسمبر 2011.